# Лука (Самбірський район)

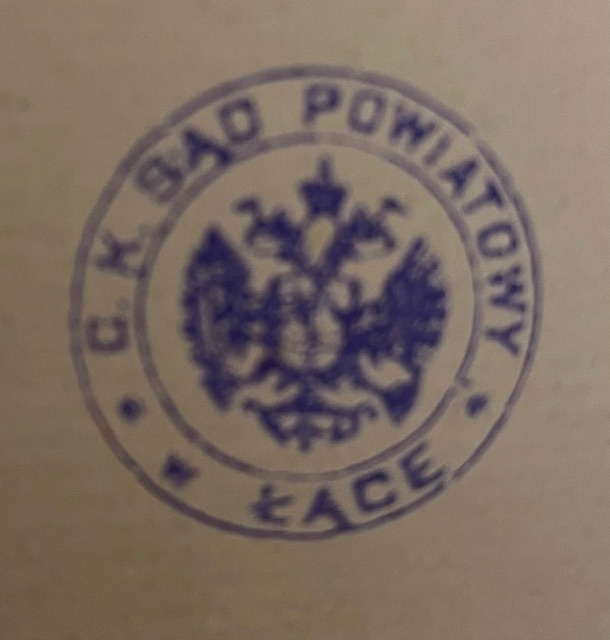
Печатка повітового суду в Луці

Лука́ — село в Україні, у Самбірському районі Львівської області. Населення становить 300 осіб. Орган місцевого самоврядування — Новокалинівська міська рада. Колишня назва Озерне — з 1965 року по 21.12.2000 року.

## Розташування
Сусідні населені пункти:

## Назва
Найімовірніше, назва села пішла від географічного об'єкту - лук, що розкинулися вздовж цієї місцевості.

## Історія
Перша згадка про Луку належить до 1473 року.
До 1774 року село входило до складу Речі Посполитої.За польських часів село належало до коронних маєтків на Перемишлянщині. Згідно з інвентарем 1768 р. половиною села володіла Текля Туркулова, іншою половиною володів підчашник житомирський Казімеж Ягнятковський.
З 1772 по 1918 рр. воно належало до австрійської коронної землі Галичини під польською назвою Łąka і було резиденцією окружної управи з 1854 по 1867 рр. 
В 1897—1900рр. послом IX каденції австрійського Райхсрату (1897—1900) від 14 округу Самбір—Лука—Старе місто—Стара Сіль—Турка—Бориня—Угнів—Рудки—Комарно був обраний Моде́ст Ізидо́рович Каратни́цький -  український правник, суддя, громадський діяч, голова Товариства українських правників. Посол Галицького сейму та Австрійського райхсрату.
У 19 столітті місцевість була розділена на два самостійних містечка, Łąka Rustykalna  і Łąka Szlachecka. Цей поділ було скасовано в 1920-х роках, коли два містечка були об'єднані. 
У 19 ст. в Луці діяли однокласова школа з повною зайнятістю, заклад для сиріт, пошта та окружний суд, в межах якого розташовані такі села: Білина Велика, Білинка, Биків, Дорожів, Дубляни, Глинне, Гординя, Городище, Корналовичі, Кранцберг, Лука, Майнич, Новошичі, Ортиничі, Озимина, Пруси, Сокирчичі, Татари та Волоща (18 352 душі). 
Після закінчення Першої світової війни місцевість відійшла до Польщі. З серпня 1934 р. відповідно до ПОСТАНОВИ МІНІСТРА ВНУТРІШНІХ СПРАВ від 14 липня 1934 року про поділ Самбірського повіту Львівського воєводства на сільські гміни, Лука була приєднана до  гміни Дорожів.

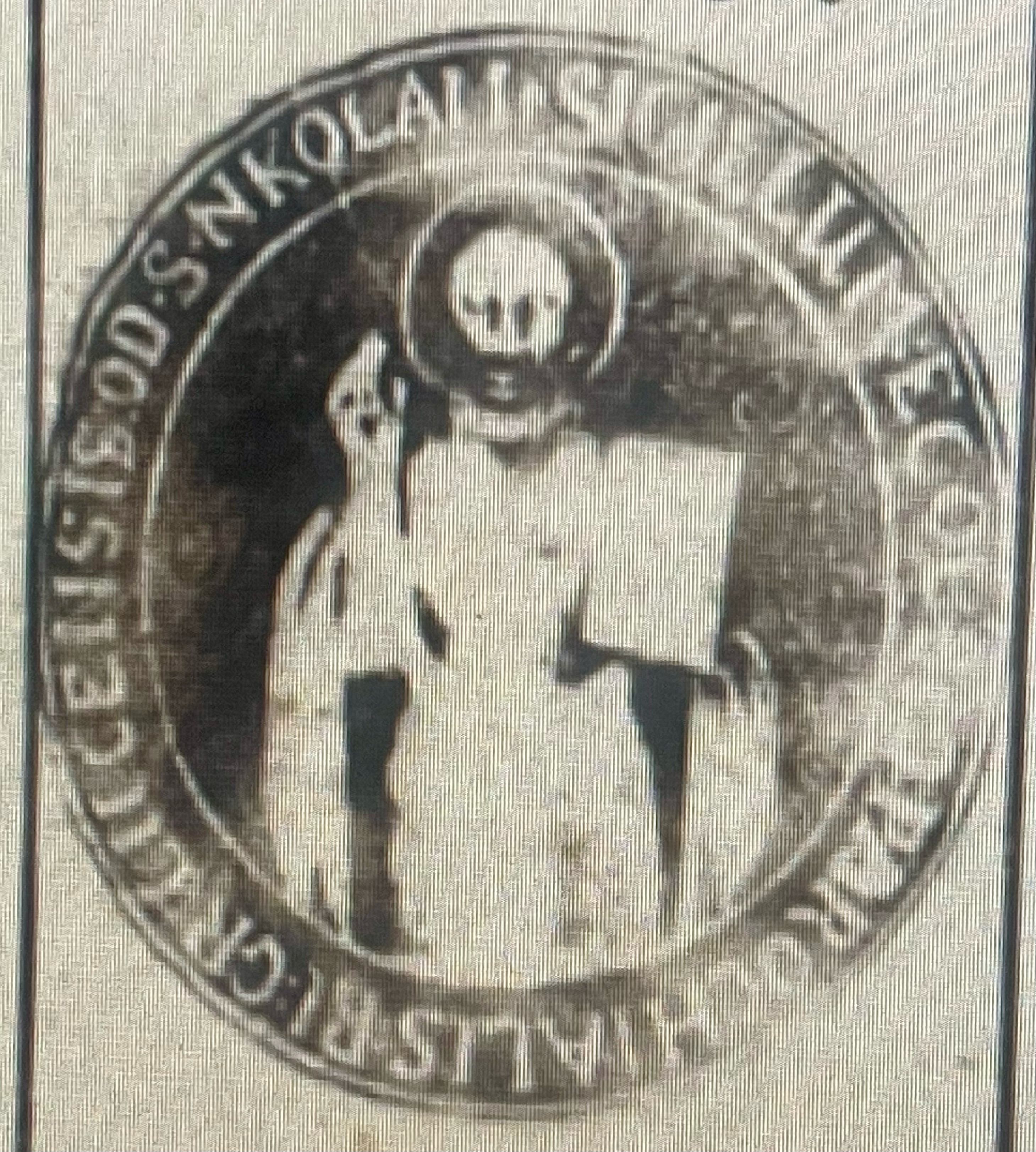
Печатка церкви св.Миколая в Луці в кінці 1800-х роках

З початком Другої світової війни в 1939 р. на короткий час була окупована Радянським Союзом, а потім Німеччиною до 1944 року. Після закінчення Другої світової війни село відійшло до Радянського Союзу, де увійшло до складу УРСР. 

## Відомі люди

### Народилися

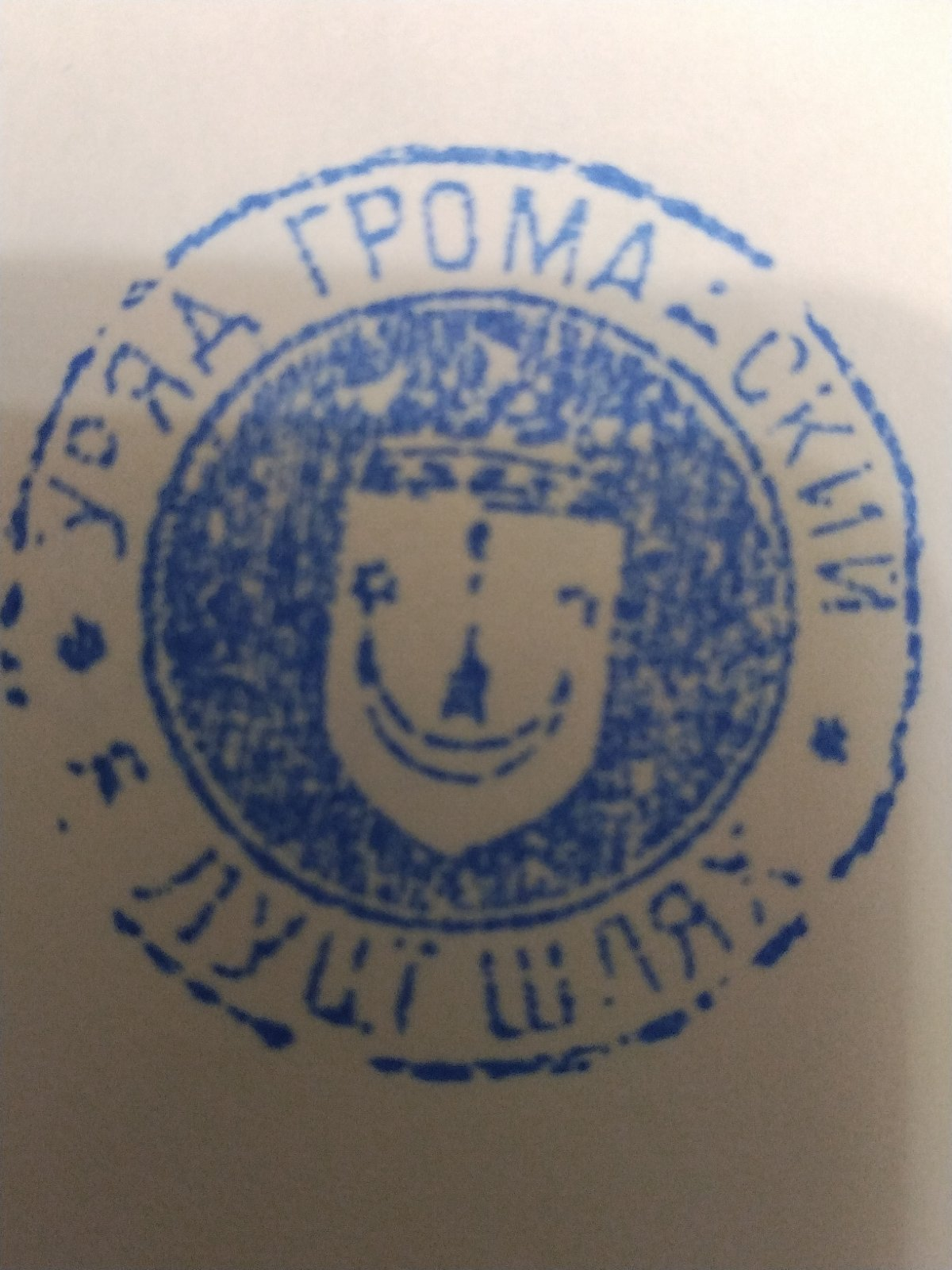
Печатка шляхетської громади села Лука

- Печатка шляхетської громади села ЛукаОстап Луцький (1883—1941) — політичний і громадський діяч, кооператор, публіцист і поет. Уродженець Луки.
- Мирон Луцький (29.09.1891—10.03.1961) — поручник УСС, сотник УГА, громадський діяч, кооператор; мешкав у Торонто, Канада.
- Омелян Пріцак (1919—2006) — український історик, мовознавець, орієнталіст, засновник і довголітній директор Українського наукового інституту Гарвардського університету. Уродженець Луки.
- Рудницький Антін (1902—1975) — композитор, піаніст і диригент. Уродженець Луки.
- Владислав Тадеуш Вислоцький[pl] (1887—1941) — польський славіст, бібліотекар, бібліограф, куратор та директор Національної бібліотеки імені Оссолінських у Львові (нині — Львівська національна наукова бібліотека України імені Василя Стефаника).

### Пов'язані з Лукою

Лука на мапі сільської ради

- Леонід Бачинський (1896—1989) — український письменник, громадський діяч, педагог, журналіст, працював тут директором школи в 1922—1923 роках[8].
- Стефан Грабінський (1887—1936) — польський письменник. Провів дитинство в Луці.